# 貝雷濟夫卡 (波迪利斯克區)
47°59′15″N 29°21′50″E / 47.98750°N 29.36389°E
貝雷濟夫卡（羅馬化：Berezivka）是位於烏克蘭西南部的村莊，由敖德萨州波迪利斯克区的巴爾塔市鎮負責管轄。該村處於科德馬河畔，始建於1859年，面積2.92平方公里，海拔高度140米，2001年人口261。